# Hércules (DC Comics)
Hércules (también conocido como Heracles y Herakles) es un personaje ficticio perteneciente a los Dioses del Olimpo del Universo DC. El personaje está basado en el semidiós griego y héroe del mismo nombre. Y perdió sus poderes al perder su cabello.
Hércules a pareció por primera vez en All Star Cómics #8 (diciembre de 1966) como parte de una historia de la Mujer Maravilla, fue creado por William Moulton Marston y Harry G. Peter, una de varias encarnaciones. Las siguientes versiones aparecieron en Superman #28 (mayo de 1968), creado por Jerry Siegel y Ira Yarbrough, Mujer Maravilla #105 (abril de 1967) y Hércules Unbound #1 (octubre de 1975) creado por Gerry Conway y José Luis García-López.

## Biografía del personaje

### Crisis en Tierras Infinitas
En la Época dorada este es mencionado en el origen de las Amazonas cuando trato de esclavizarlas engañando a Hipólita ("Hippolyte" en la edición original) a darle su cinturón de oro para Ares (Llamado "Marte" en ese entonces) quién odiaba a las Amazonas. Hércules era mostrado como un hombre musculoso que lleva un traje de piel de león. Una imagen de él, durante el tiempo de Mujer Maravilla, lo muestra como el Dios de la Fuerza con cabello negro y una barba.
En el universo de DC Comics, Hércules fue utilizado en varias ocasiones antes de la Crisis on Infinite Earths. Uno de sus primeras apariciones es en diciembre de 1941 en las páginas de All Star Comics #8, donde aparece junto a varios personajes de la mitología griega en la primera aparición de la Mujer Maravilla. Hércules es representado como un "héroe Brutal", que representa la violencia masculina, uno de sus 12 trabajos es descrito como acto traicionero para esclavizar a las Amazonas bajo la Reina Hipólita. "En los días de la Antigua Grecia," Hipólita le habla a su hija, "nosotros las amazonas somos la nación más importante en el mundo. En Amazona, las mujeres gobernábamos y todo estaba bien. Entonces un día, Hércules, el hombre más fuerte en el mundo, molesto porque no puedo conquistar a las mujeres de Amazona, seleccionó a sus más fuerte y feroces guerreros y aterrizaron en nuestras costas. Le desafié a un combate -- porque subía que con mi cinturón mágico, dado por Afrodita, Diosa de Amor, no podría perder. Y obtuve la victoria! Pero Hércules, con su engaño, obtuvo mi cinturón -- y pronto nosotras las amazonas fuimos tomadas esclavas. Y Afrodita, enfadada conmigo por haber sucumbido antes los engaños de los hombres, no haría nada para ayudarnos! Finalmente nuestra sumisión a los hombres se hizo insoportable -- ya no podíamos estar más tiempo así -- y volví a clamar a la Diosa Afrodita otra vez. Esta vez no fue en vano, pues ella cedió  y con su ayuda, le arrebate el cinturón a Hércules. Con él en mi posesión, no nos tomo mucho tiempo para vencer a los hombres -- y tomando de ellos su flota entera, y nos dirigimos a otro sitio, porque así era la condición de Afrodita, que dejáramos el mundo de los hombres y nos estableciéramos en otro lugar, nuestro propio lugar!"
Posteriormente, en el cómic Mujer Maravilla #1 (1942), el episodio es reconfigurado. Hércules fue descrito como "El Dios de la Fuerza", que "era medio mortal y mitad Dios." Cuando era un niño, estranguló a dos serpientes feroces enviadas para matarlo, realizó doce trabajos que requerían una fuerza prodigiosa y sobre su muerte terrenal, fue Llevado al monte Olimpo para morar entre los dioses por siempre. (Mujer maravilla #1, 1942). Así, en su primera aparición, Hércules ya ha terminado sus actos heroicos y ha ascendido a la condición de un dios. La misma edición reitera el engaño de Hércules y posterior esclavitud de las Amazonas, esta vez que se dice que fue estimulado por el Dios de la Guerra, "Marte" (Ares), cuyos espadachines "mataron a sus hermanos más débiles y los saquearon" y vendieron a las mujeres como esclavas "más baratas que ganado". Afrodita creó su raza de mujeres amazonas para vencer a los esclavos de Marte, el Dios de la Guerra "inspiró a Hércules, el hombre más fuerte del mundo, a hacer la guerra a las amazonas". Este Hércules es retratado como un guerrero brujo borracho de piel de león, como se mencionó anteriormente, que está decidido a "tomar el cinturón mágico" de Hipólita, desafiando a la Reina de las Amazonas en combate uno a uno. Al ser derrotado por, se le da la oportunidad de "volver a casa", pero conspira para "hacer el amor con ella y robar el cinturón mágico" en su lugar. Hércules finge rendirse y hiere a Hipólita con su promesa de "amistad eterna". Una vez que él seduce a Hipólita para quitar el cinturón mágico, él y sus hombres proceden a atar a los prisioneros y saquear la Amazonia y esclavizar a las Amazonas. No es hasta la intervención de la diosa Afrodita que Hipólita es capaz de recuperar su cinturón. Ella toma a sus Amazonas y abandona el mundo de los hombres para formar la Isla Paraíso. Así, esta aparición original de Hércules subvierte el arquetipo heroico, cuyo machismo es usado para construir historias tradicionales sobre el heroísmo.
Hércules es también utilizado para varios cómic de Superman y Mujer Maravilla para hacer alusión a hazañas y proezas de fuerza. En Action Comics #7, (diciembre de 1938), Superman esta con él en "Un día moderno para Hércules"; mientras en Sensation comics #2, (1942),  es mencionado para comparar la fuerza de Mujer Maravilla, junto con otros dioses y diosas de la Mitología griega: "Tan hermosa como Afrodita -- tan sabia cuando Atenea -- con la velocidad de mercurio y la fuerza de Hércules, MUJER MARAVILLA trae a América una nueva esperanza y salvación de los viejos males del mundo, la conquista y agresión!"
En otros cómics, Hércules es utilizado como la hoja de Superman. En estos cómics de la Edad de plata, Hércules normalmente aparece como gigante, y frecuentemente prueba su fuerza con el personaje de la Biblia Sansón y otro gigante nombrado Zha-Vam, quién le concedió fuerza así, como la de Superman. En una historia es transportado al siglo XX por Lex Luthor, y en el disfraz de reportero Roger Tate, cae enamorado con Lois Lane. Obtiene poder de otros Dioses y pone a Superman en un sueño de 100 años con el tubo de Apolo, diciendo que solo revivirá a Superman si Lois se casa con él. Sin embargo Venus se da cuenta qué ha pasado y despierta Superman. Después de esto Hércules es engañado a volar hacia atrás en el tiempo con las sandalias de Mercurio, y pierde su memoria de los acontecimientos. 
En 1975, DC produjo una serie de cómics titulado Hércules Unbound, presentando las aventuras de Hércules en un futuro posapocalíptico. Este Hércules parecía diferente al de las otras interpretaciones de DC - tenía un cabello negro largo y sin barba. La serie duró 12 ediciones. Hizo uso de personajes y conceptos, como Los Caballeros Atómicos y los animales inteligentes Jack Kirby en la serie Kamandi, como un intento de empatas en las futuras series. Se insinuó luego que esta versión de Hércules era de hecho parte de un sueño padecido por Gardner Grayle, pero más tarde se mostrado que había existido en algún lugar del Multiverso y fue eliminado durante la Crisis en Tierras Infinitas. José Luis García López dibujó las primeras seis ediciones y Walter Simonson dibujó el resto. Wally Wood firmó varios números.

### Después de la crisis

#### Mujer maravilla
Después del reinicio del universo DC en la Crisis, Hércules apareció en las páginas de Wonder Woman. George Pérez, puso la mitología griega en el centro del mundo de Mujer Maravilla, relatando la historia de la conquista de las Amazonas por Hércules y sus hombres, su violación a la Reina Hippolyta, y su venganza sobre él.
Durante el Challenge of the gods, Diana descubrió que Hércules se transformó en un pilar de piedra colosal dentro Hado Doorway, y estaba apoyando el peso de Themyscira por varios milenios. En este estado de piedra fue atormentado y atacado por varias criaturas mitológicas, sintiendo el dolor causado por ellos pero pudiendo hacer nada al respecto. Este fue el castigo que le dieron los dioses del Olimpo por sus transgresiones pasadas. Al Obtener su forma original,  suplico a las Amazonas para que lo perdonara. Aunque algunas de las Amazonas todavía albergan odio por sus violaciones y humillaciones, la mayoría de ellas se conmovieron por la humildad reciente de Hércules, y la Reina Hippolyta les dijo que buscaran en sus corazones la fuerza para perdonar, lo cual finalmente hicieron. Hippolyta no solo perdonó a Hércules, si no que compartió un breve con romance con él antes de que el dejara el reino mortal para regresar con su padre al Olimpo.
Más tarde, John Byrne hizo una historia inconclusa en la Hércules aparece en el mundo contemporáneo y planea vengarse de las amazonas seduciendo a la Mujer Maravilla. Lo hizo haciendo un acuerdo con el superhéroe mortal de la época llamado Harold Champions. A cambio de su identidad, Hércules le dio admisión a Campeón al Olimpo. Acordado esto, Hércules utilizó el Espejo de Circe para alterar su aspecto para ser como Champins. Procedió a ser amigo Mujer Maravilla como un nuevo "amigo", ayudándola con problemas tales como la confrontación con un monstruo duplicado de Doomsday. La identidad de Hércules finalmente fue revelada y el retoma su vida en Olimpo.

#### Guerra de los Dioses
En el universo de DC, Después de la crisis los Dioses Romanos existieron por separado de los griegos después de que Darkseid los engaño para que se separaran y así poder ser adorados por dos culturas diferentes al mismo tiempo; solo después de la "Guerra de los Dioses" las dos versiones fusionan otra vez. Tan en efecto, tanto Heracles y Hércules existieron, y fusionaron en uno solo durante la carrera de John Byrne en el cómic.

#### Un año después
Un Hércules renovado reaparece durante los acontecimientos de Un año después. Ahora sin barba y con una versión actualizada de la armadura usada en la Hércules Unbound, su lugar en el cómic de Mujer Maravilla ha sido renovado como un amigo del Olimpo, quién ocasionalmente ayuda Diana e incluso la reemplaza en batalla. Es referido como el "Hombre Maravilla" por Chita y Némesis. Temporalmente se instala en la Embajada griega.
En Mujer maravilla v3 #4 se revela que Hércules mintió sobre sus razones por las que regresó a la Tierra. Como uno de los habitantes del Olimpo rechazo la decisión de Atenea de alejarse del reino de los mortal, Hércules viajó al Tártaro con la esperanza de Ares lo ayude a regresar a la Tierra. En cambio,  encuentro Circe quién, a oír la historia de Hércules y no al no querer pasar la eternidad en el limbo, decidió asociarse con Hércules. Esto no duró mucho tiempo ya que Circe le traicionó y lo ata con magia a una roca.
Antes de los acontecimientos Wonder Girl, pero después de los acontecimientos de "¿Quiénes Es Mujer Maravilla?", Hércules encuentra y batalla con Gog (quién está matando a los dioses y los que digan ser uno). Después de padecer una explosión de Gog, Hércules queda incapacitado y encuentra a Superman y a su contraparte de Tierra- 22. Entra en combate con el dos, pero es finalmente derrotado. La apariencia de Hércules en esta versión es más cercano a la vista en "¿Quién Es Mujer Maravilla ?". Además,  está descrito como "dios" (y no como un semidiós, como en Wonder Girl) y lleva brazaletes de oro en vez de los grilletes grises que Zeus le coloco como castigo.

#### Wonder Girl
Un ser afirma ser el padre de Hércules, Zeus, finalmente libera a Hércules de su prisión y le informa que debe asociarse con su media hermana Cassie Sandsmark. Cassie y Hércules juntos intentan descubrir quién está atacando a los dioses restantes del Olimpo. Pronto en su búsqueda son atacados por las Furias Femeninas. Hércules para la lucha explicando que se ha aliado con las Furias con la esperanza de rescatar los dioses, o si falla, comenzar un nuevo panteón con ellos. Las Furias tienen sus planes propios, solo está utilizando a Hércules para poder llegar a Cassandra. Las Furias pronto traicionan Hércules, Bloody Mary utiliza su mordisco para obtener ventaja sobre Hércules, forzándole hacer lo que las Furias quieren. Las Furias secuestran a la madre de Cassandra como engaño para que esta caiga en su trampa. Ayudada por el Olimpo, Cassandra va a la batalla, siendo forzado a luchar su hermano propio. Los Jóvenes Titanes y la Mujer Maravilla aparecen para ayudar, lo que iguala el combate. Después de que Bloody Mary es asesinada por el asesino de Dioses, Hércules se libera de su hechizo e inmediatamente salva su hermana de ser secuestrado por las Furias.
Después de ser interrogado por Mujer Maravilla, Hércules le dice que fue liberado por Zeus y buscó ayuda de su pariente más cercano—Cassandra. Explica que Zeus le liberó para ayudar a tener  "El gran Desastre", del cual Hércules no sabe mucho. Sin embargo,  había dos condiciones para su liberación: siempre debe llevar guanteletes para recordarle de su castigo (similar al castigo los dioses colocados en las Amazonas) y debe renunciar a su divinidad, convirtiéndose en un semidiós nuevamente. En lugar de estar molesto, Hércules esta feliz de ser humano otra vez, teniendo la sangre de su madre fluyendo a través de sus venas. A pesar de que Mujer Maravilla esta escéptica de todo esto, Cassandra confirma lo que dice Hércules, diciéndole a Diana que el la a salvado dos veces. Hércules es dejado libre, para que pueda completar sus "trabajos" y hacer las cosas bien para enmendar todo lo malo que ha hecho en el pasado.
La serie menciona varios hechos importantes de Hércules, incluyendo su ciclo de delitos, castigos y su redención; dioses y otros seres (Hera y Circe mencionadas por nombre) usándolo para cometer un gran mal (como la muerte de su familiar); y su intranquila relación con las Amazonas y Mujer Maravilla en particular.
El Hércules faculta las Maravillas es aparentemente diferentes de este Hércules, compartiendo solo su nombre. Es uno de los Señores de la Mágica y posee una fuerza sobrehumana.

### Los Nuevos 52
En el reciente renovación de la continuidad de DC Cómics en Los Nuevos 52, Hércules es reintroducido en Aquaman Vol. 7 como un prisionero enloquecido junto a los niños monstruosos descendientes de los Titanes llamados; Gigante Nacido. Se muestra que miles de hace años el hijo de Zeus se sacrificó para que Atlan, Rey de Atlantis de la era pasada, pudiera atraparlos dentro un dimensión que abrió utilizando el Maelstrom. Una puerta extradimensional que permitía a los Atlantes de antaño recorrer el mundo, así como otros mundos. Cuando accidentalmente son liberados de la prisión del tártaro prisión por un arqueólogo, estos viejos demonios son interceptados por Aquaman y enviados a su anterior cárcel; cuya mente había sido corrompida por su tormentas y magias oscuras. Después de una larga batalla entre él y el rey de mar Hércules fue derrotado cuándo intento ahogar a Arthuro quién le arrastró al mar golpeándolo hasta dejarlo inconsciente antes de enviarlo de regreso a través del Maelstrom a un laberinto de la dimensión del minotauro.

## Otras versiones
- En la época dorada el superhéroe, Joe Hércules, tuvo aventuras en los cómics de Golpe de Quality Cómic desde el número #1 (julio de 1940) Hasta el #21 (abril de 1942). Joe Hércules era un hombre normal del "Bosque Del norte" con fuerza sobrehumana  quién se convirtió en hombre circo strongman y crimefighter, no en un dios.[11][12][13] Este personaje fue adquirido, junto con otros personajes de calidad , por DC Cómics. Hace un aparición, un cameo en la miniserie de 1993 "Elseworlds" La edad de oro. Joe Hércules es primero referido en cómic canon de DC en Starman, Vol. 2, #35 (octubre de 1997). Es mencionado en una conversación entre Ted Caballero (anteriormente la Época de Starman) y Sentinel (Alan Scott, un Linterna verde) y se dice que padece la enfermedad de Alzheimer.[14]

## En otros medios

### Televisión
- Joaquin Phoenix (acreditado por Leaf Phoenix) aparece en la serie de televisión Superboy  en un episodio titulado "Poco Hércules" como Billy Hércules. Su personaje es un chico genio que trabaja con Superboy.

### Serie animada
- Hércules apareció junto a la amiga del Capitán Maravilla y aliada Isis en la serie de televisión La Fuerza de Libertad, el cual era parte de Tarzan y el Super 7. Esta versión de Hércules había aparecido antes en  Espacial Sentinels.

### Juguetes
- En 1982, muchos de los personajes de la serie The Warlord tuvieron sus muñecos correspondientes en una línea de juguetes llamada "Lost World of The Warlord", fabricados por la empresa Remco. A pesar de su no interto de relacionarse a la serie Warlord, Hércules (del Hércules Unbound) era uno de las figuras en la línea. Travis Morgan fue una de las figuras junto a Deimos, Machiste, Mikola Rostov y Arak.

## Ediciones Coleccionadas
- Shoecase Presenta: El desaste de los caballeros atómicos. incluye Hércules Unbound #1-12 y #DC Cómics Presenta #57, 576 páginas, junio de 2014, ISBN 978-1401242909